# Tình cha (bài hát)
"Tình cha" là một tác phẩm thuộc dòng nhạc vàng Việt Nam được sáng tác bởi nhạc sĩ, ca sĩ Ngọc Sơn. Ca khúc được nhạc sĩ viết nhằm thể hiện sự yêu thương của ông đối với người cha của mình, góp phần làm nên tên tuổi của chính ông.
"Tình cha" được nhiều khán giả Việt Nam đón nhận và yêu thích, thậm chí được sử dụng để tấu nhạc trong các đám tang của người Việt.

## Hoàn cảnh sáng tác
Ngọc Sơn sáng tác ca khúc "Tình cha" được cho là từ khi ông mới là cậu bé 16 tuổi. Theo Ngọc Sơn, ông theo cha vào Nam sau năm 1975, và từng khóc suốt đêm thời điểm đó. Khi ấy, người cha của Ngọc Sơn đã choàng cho ông một chiếc áo măng tô để giúp ông ngủ ngon trong đêm giá lạnh. Niềm xúc động dâng lên vì tình cảm của cha dành cho mình, ông đã sáng tác ca khúc "Tình cha" tại địa điểm mà nay đã trở thành nhà từ đường của ông. Tuy nhiên, cũng có nhiều thông tin cho biết bài hát được ông sáng tác vào năm 1995.

## Đón nhận
Người được cho là thể hiện thành công nhất ca khúc là chính Ngọc Sơn, giúp ông trở thành một trong những tên tuổi đình đám của giới giải trí Việt Nam. Ca khúc cũng được cho là đã được nhiều khán giả Việt Nam thuộc nằm lòng và yêu thích. Ca khúc cũng được dùng để các đội nhạc kèn tấu lên trong các đám tang người Việt.
Bài hát đã được một số thí sinh trình bày trong các cuộc thi âm nhạc lớn nhỏ trong nước. Năm 2014, ca khúc đã được Ngọc Sơn trình diễn trong liveshow Dấu ấn của chính ông, trong đó bài "Tình cha" song ca với Phương Mỹ Chi trong một liên khúc. Trong một chương trình vào đầu năm 2017, Ngọc Sơn đã hát song ca ca khúc này với ca sĩ Phan Mạnh Quỳnh và chính ông đã chế lại lời bài hát để nói về nạn cờ bạc, cá độ bóng đá ở Việt Nam: "Bóng đá thì xem chớ nên cá độ, vì say mê quá có ngày trắng tay". Năm 2024, Ngọc Sơn tổ chức một liveshow ở Đức với chủ đề "Tình cha".